# Johann Mang
Johann Mang (* 23. August 1897 in Burgau; † 11. Juli 1971) war ein deutscher Kommunalpolitiker.

## Werdegang
Mang studierte Rechtswissenschaften und Volkswirtschaft und schloss 1924 an der Universität München mit Promotion ab. Von 1926 bis 1928 war er Regierungsassessor beim Bezirk Schwaben in Augsburg und von 1929 bis 1932 Bezirksamtmann im Bezirksamt Kronach. 1932 kam er als Regierungsrat nach Starnberg und war dort von 1. April 1933 bis 14. Dezember 1933 ebenfalls Bezirksamtmann.

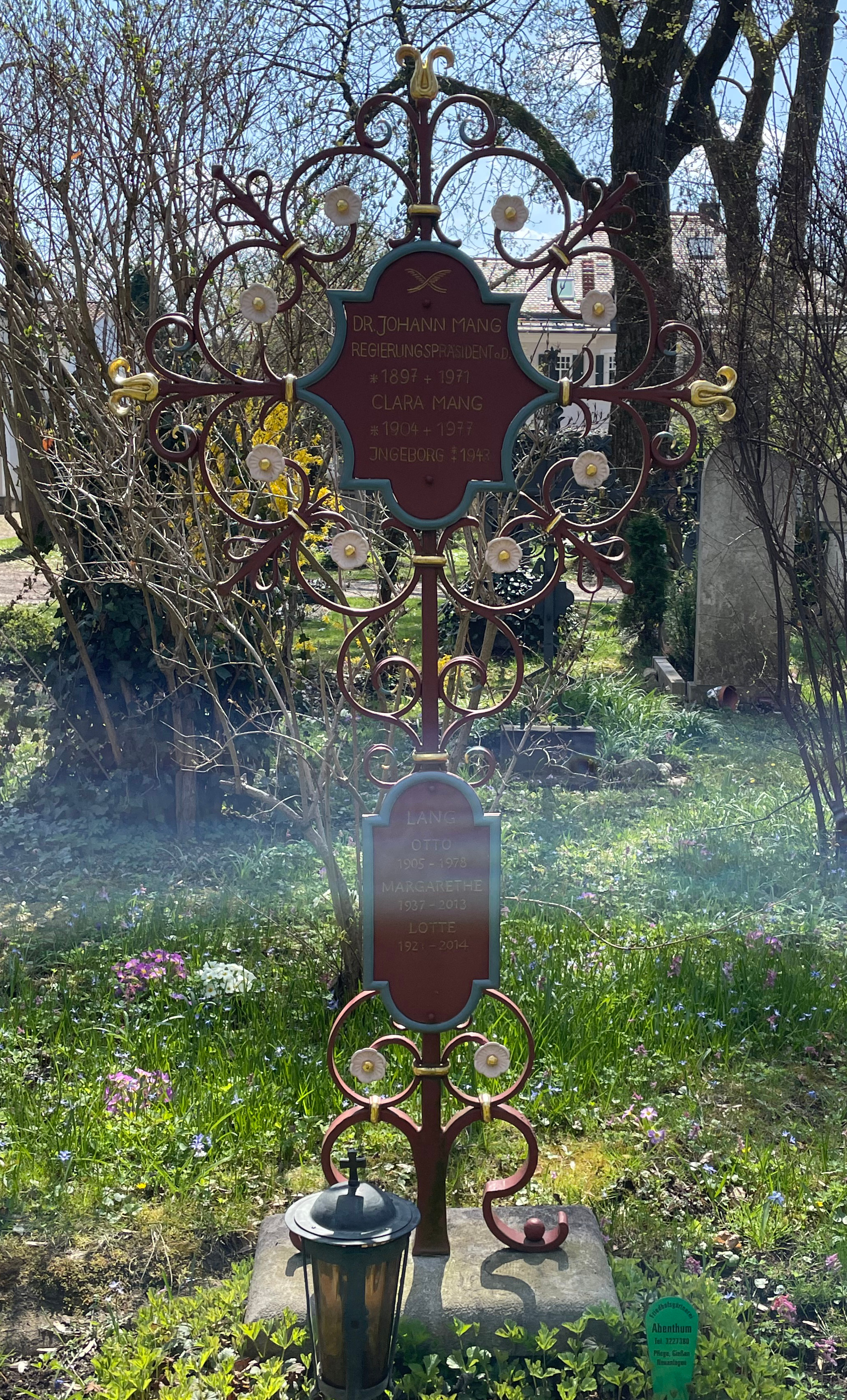
Grab von Johann Mang auf dem Nymphenburger Friedhof

1936 wechselte er als Referent und Abteilungsleiter in das Bayerische Staatsministerium des Innern. Von 1. November 1952 bis 31. August 1962 war er Regierungspräsident von Oberbayern.
Er war eng dem Naturschutz verbunden und 1963 bis 1969 auch 1. Vorsitzender des Bund Naturschutz in Bayern. Mang war seit 1918 Mitglied der katholischen Studentenverbindung KDStV Tuiskonia München im CV.
Begraben ist Mang in München auf dem Nymphenburger Friedhof (Feld 2).